# Boronia eriantha
Boronia eriantha är en vinruteväxtart som beskrevs av John Lindley. Boronia eriantha ingår i släktet Boronia och familjen vinruteväxter. Inga underarter finns listade i Catalogue of Life.